# Heterooecium brevispina
Heterooecium brevispina is een mosdiertjessoort uit de familie van de Tendridae. De wetenschappelijke naam van de soort is voor het eerst geldig gepubliceerd in 1909 door Levinsen.